# Hampea bracteolata
Hampea bracteolata är en malvaväxtart som beskrevs av C.L. Lundell. Hampea bracteolata ingår i släktet Hampea och familjen malvaväxter. Inga underarter finns listade i Catalogue of Life.